# HMS Dauntless (D45)
Pour les autres navires du même nom, voir HMS Dauntless.
Le HMS Dauntless est un croiseur léger de classe Danae construit pour la Royal Navy dans les années 1910.

## Historique

### Entre-deux-guerres
Achevé trop tard pour pouvoir participer à la Première Guerre mondiale, sa première mission consiste à rejoindre la mer Baltique pour lutter contre les révolutionnaires bolcheviques en Russie. Il rejoint ensuite les Antilles où il est rattaché à la 1re escadre de croiseurs légers de la flotte de l’Atlantique pendant les cinq années suivantes. Le Dauntless est membre du Cruise of the Special Service Squadron, également connue sous le nom de « croisière de l'empire », pendant la période 1923-1924. Après cette tournée, il fait route en Méditerranée en compagnie de l’escadron et y sera stationné pendant quelques années.
En mai 1928, le Dauntless reprend du service et assigné à la North America and West Indies Station. Il est gravement endommagé à la suite d'un échouement le 2 juillet 1928, à 5 milles marins (9,26 km) au large de Halifax, en Nouvelle-Écosse (Canada). Le choc provoque une brèche dans sa salle des machines et dans l'une de ses chaufferies. Il a été abandonné par la plupart de ses 462 membres d'équipage, les officiers restant à bord. Par la suite, tous ses canons et ses tubes lance-torpilles ainsi qu'une grande partie de son équipement ont dû être retirés pour l'alléger. Le 11 juillet 1928, il est finalement renfloué et remorqué par son sister-ship HMS Despatch et ainsi que plusieurs remorqueurs. Réparé pendant toute l'année 1929, il est ensuite placé en réserve.
S'ensuit un transfert dans la North America and West Indies Station en 1930, un service dans la division sud-américaine en 1931-1933 et, en 1934, relève le croiseur Curlew en Méditerranée où il est réaffecté au 3e escadron de croiseurs. En 1935, le Dauntless rentre en Grande-Bretagne où il est de nouveau placé en réserve.

### Seconde Guerre mondiale
Lorsque la Seconde Guerre mondiale éclate, le Dauntless est remis en service et rejoint le 9e escadron de croiseurs avec le South Atlantic Command. En décembre, la totalité de l'escadron est transféré dans la China Station. En mars 1940, le Dauntless navigue au sein de la Force britannique de Malaisie opérant dans l'océan Indien. Déployé principalement au large de Batavia, ses missions consistent à surveiller les navires de commerce allemands dans les ports des Indes orientales néerlandaises. Le 15 juin 1941, il entre en collision avec le croiseur Emerald au large de Malacca et doit faire escale à Singapour pour des réparations, qui seront finalement achevées le 15 août.
En février 1942, le Dauntless rentre en Grande-Bretagne et est réaménagé à Portsmouth. Transféré dans l'Eastern Fleet, le croiseur est amarré à partir de novembre en cale sèche de Selborne à Simonstown (Afrique du Sud), et ce jusqu'en janvier 1943. Il est ensuite utilisé comme navire d'entraînement et, en février 1945, est placé de nouveau en réserve.
Le croiseur est vendu pour démolition le 13 février 1946. Il est mis au rebut à compter d'avril au chantier naval de Thos W Ward d’Inverkeithing.